# Bratea Kuncevi, Stara Zagora
Bratea Kuncevi (în bulgară Братя Кунчеви) este un sat în comuna Stara Zagora, regiunea Stara Zagora,  Bulgaria. 

## Demografie
Componența etnică a satului Bratea Kuncevi
     Bulgari (33,24%)
     Romi (31,36%)
     Nicio identificare (35,39%)
     Altele (0%)
La recensământul din 2011, populația satului Bratea Kuncevi era de 794 locuitori. Nu există o etnie majoritară, locuitorii fiind bulgari (33,24%) și romi (31,36%). Pentru 35,39% din locuitori nu este cunoscută apartenența etnică.